# کونکونانی
کونکونانی (به اسپانیایی: Cuncunani) یک کوه در پرو است. کونکونانی ۵٬۴۰۰ متر بالاتر از سطح دریا واقع شده‌است.